# Jean-Baptiste Audebert

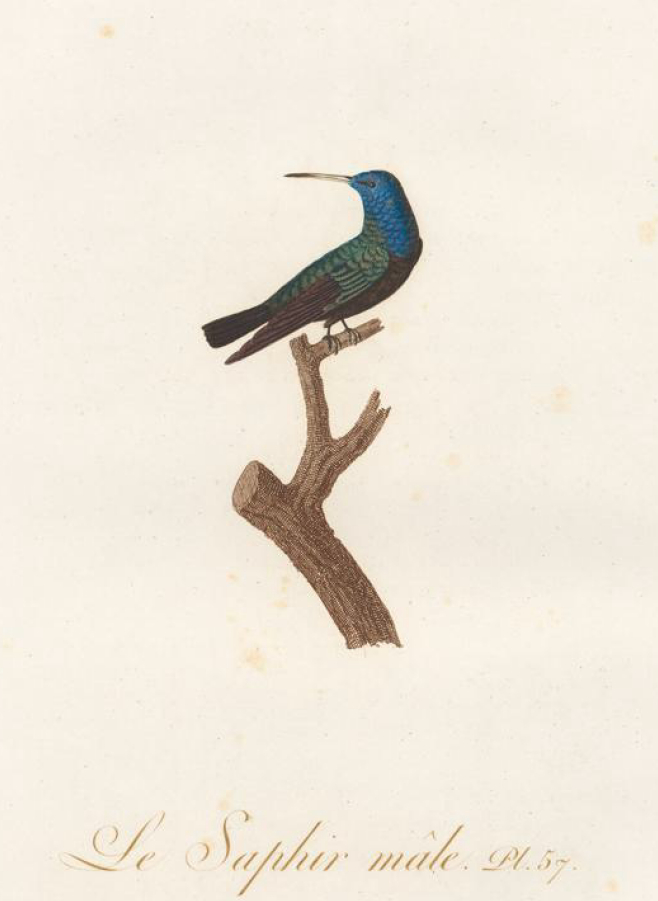
Dibujo de la obra Historia de los colibrís...

Jean-Baptiste Audebert fue un naturalista francés. Nació en Rochefort en 1759, murió en París en 1800.
Escribió dos grandes obras:
- la Historia natural de los monos, de los makis, etc., París 1800, en folio
- la Historia de los colibrís, de los pájaros mosca, etc., 1802, en folio

Ha tenido el singular mérito de ser al mismo tiempo autor del texto, de los dibujos y de los grabados: ha dado una perfección desconocida hasta su tiempo al grabado de las figuras de colorido. 